# Sisi (plaats)
Sisi is een bestuurslaag in het regentschap Belu van de provincie Oost-Nusa Tenggara, Indonesië. Sisi telt 1260 inwoners (volkstelling 2010).